# 浪花落語反対派
浪花落語反対派（なにわらくごはんたいは）とは、明治から昭和初期まで存在した上方落語の一派。

## 概要・歴史
1910年、桂派一派の総帥だった3代目桂文枝が他界したことで、桂派は衰退。この機会を捉え、上本町にあった富貴席主の岡田政太郎は、寄席の入場料を値下げし、誰でも気楽に楽しめる色物（軽口、物まね、剣舞、曲芸、義太夫、女講談等）を中心にした「反対派」（岡田興業部）を旗揚げし、従来の桂派、三友派などと競い合った。
しかし、1920年、岡田政太郎が死去すると共に衰退に向かい、1921年、実子で2代目富貴席主の岡田政雄のもと、同じく非主流派で天満の第二文藝館を本拠とした花月派（吉本興行部）と業務提携（事実上、吸収合併）し、消滅した。

## その他諸派

### 江戸
- 江戸桂派
- 三遊派
- 柳派

### 上方
- 寿々女会
  - 4代目笑福亭松鶴の設立。
- 浪花派
  - 1918年（大正7年）に初代桂春団治が三友派を離脱し設立。後に花月派に買収され吉本入り
- 大八会
  - 大正時代宮崎八十八が中心に結成。万歳師や漫談家が所属。ミスワカナ・玉松一郎や花月亭九里丸（九里丸は後に反対派に所属）
- 大正派

- 圓頂派
  - 明治中期に初代橘ノ圓が結成。神戸中心に活動。他にも一門の橘ノ圓都や上方で桂派のメンバーだった2代目三遊亭圓馬も顔を出した。